# Agente Triplo
Agente Triplo é um filme francês (Triple agent), espanhol (Triple agente), russo e italiano (Agente speciale) de 2004, do gênero drama, realizado por Eric Rohmer.

## Sinopse
Em 1936 a Frente Popular e a Guerra Civil Espanhola fazem estremecer a Europa. Fiodor, um jovem general do exército czarista, refugia-se na França ao lado da sua esposa Arsinoé, uma artista grega. Enquanto ela faz amizades com os vizinhos comunistas, ele empreende missões secretas e deleita-se a confundir quem está à sua volta. Fiodor nem tenta esconder o facto de ser espião, mas não revela a identidade do grupo para o qual trabalha.

## Elenco
- Katerina Didaskalu.... Arsinoé
- Serge Renko.... Fiodor
- Cyrielle Claire.... Maguy
- Grigori Manukov.... Boris
- Dimitri Rafalsky.... General Dobrinsky
- Amanda Langlet.... Janine
- Jeanne Rambur.... Dany
- Emmanuel Salinger.... André
- Nathalia Krougly